# Julie Chantry
Julie Chantry est une personnalité politique belge, membre du parti Ecolo.
Succédant à Jean-Luc Roland qui a dirigé la Ville de 2000 à 2018, elle est bourgmestre d'Ottignies-Louvain-la-Neuve du 3 décembre 2018 au 2 décembre 2024.

## Biographie
Née à Etterbeek le 14 janvier 1975,, Julie Chantry a grandi à Rofessart, a été élève à Profondsart puis au Lycée Martin V de Louvain-la-Neuve qu'elle quitte en 1992, avant d'étudier la philologie romane à l'Université catholique de Louvain où elle décroche son diplôme en 1996, puis de s'installer à Ottignies avec son mari et leurs trois enfants,. 
Elle est conseillère en environnement et en mobilité.

## Carrière politique

### Conseillère communale
Lors des élections communales d'octobre 2012, Julie Chantry se présente sur la liste Ecolo à Ottignies-Louvain-la-Neuve en tant que candidate d'ouverture,, et elle est élue au conseil communal.
Après son mandat de bourgmestre du 3 décembre 2018 au 2 décembre 2024, elle redevient conseillère communale et, en tant que bourgmestre sortante, est la première à prêter serment.

### Échevine
Elle devient ensuite en 2015 échevine de l'Environnement, du logement, des aînés et de la petite enfance, succédant à Cécile Lecharlier, après la démission volontaire de cette dernière,,,,,.
En 2016-2017, Julie Chantry occupe, d'après le site Cumuleo, neuf mandats dont un seul rémunéré. Parmi les mandats non rémunérés, elle représente la commune au Conseil consultatif de la Mobilité en Brabant wallon, au Plan communal de développement de la nature et au Contrat de rivière Dyle-Gette, est vice-présidente du conseil d'administration de la société coopérative « Ressourcerie de la Dyle » et est membre du Comité de pilotage local du potager communautaire au quartier du Buston,.

### Bourgmestre
Le bourgmestre Jean-Luc Roland ayant annoncé depuis longtemps qu'il ne briguerait pas un quatrième mandat, la section locale d'Ecolo choisit Julie Chantry en octobre 2017 pour emmener la liste des Verts lors du scrutin communal d'octobre 2018, la préférant à l'échevin David Da Câmara Gomes,.
Après les élections communales d'octobre 2018, elle devient à 43 ans le deuxième bourgmestre écologiste de cette ville, succédant à Jean-Luc Roland à ce poste et à la tête de la majorité réunissant écologistes, socialistes et centristes sociaux-chrétiens (Ecolo - PS - « Avenir »),. Lors de ces élections, Ecolo obtient 27,6 % des voix et 10 sièges et devient la première force politique de la localité à la suite du repli de l'opposition OLLN-MR, ce qui constitue une première,,,,. Julie Chantry remporte 1752 voix, réalisant ainsi le meilleur score devant les  1714 voix de Cédric du Monceau, qui emmène la liste « Avenir » (centristes sociaux-chrétiens du Centre démocrate humaniste ou CdH) et échoue dans sa tentative d'inverser le rapport de forces au sein de la coalition et de devenir bourgmestre.
Julie Chantry prête serment comme bourgmestre d'Ottignies-Louvain-la-Neuve le 3 décembre, et dirige la première séance du nouveau Collège le 6 décembre.
En plus du poste de bourgmestre, elle assume les compétences des affaires générales, de la police, de la participation, du logement, du patrimoine, du contentieux, de la transition écologique, du personnel et du protocole.
Le 19 janvier 2022, la presse annonce que Julie Chantry va perdre son poste de bourgmestre car les groupes politiques OLLN 2.0-MR, Avenir (cdH) et PS du conseil communal d'Ottignies-Louvain-la-Neuve concluent un nouvel accord de majorité, mettant fin à la coalition Ecolo, Avenir et PS qui dirigeait la Ville depuis 2000,. La presse annonce alors que le poste de bourgmestre pourrait revenir à  Nicolas Van der Maren, chef de file d'OLLN 2.0-MR depuis trois ans, et troisième score de la liste électorale de ce parti en 2018,. La bourgmestre Julie Chantry se dit « sidérée » par cet accord de majorité et dément les rumeurs qui circulent : « J'entends des choses assez invraisemblables depuis quelques heures, comme par exemple le fait qu'Ecolo était en train de négocier une nouvelle majorité avec le MR, dans le dos de nos partenaires de majorité. C'est totalement faux, je tiens à l'affirmer sans aucune ambiguïté ».
Mais, dans un nouveau coup de théâtre survenu le 2 février 2022, le groupe Avenir (cdH) et le PS reviennent sur leurs engagements avec les libéraux et annoncent qu'ils n'approuveront pas la motion de défiance qui devait être mise au vote lors du conseil communal du vendredi 4 février, permettant ainsi à Ecolo de réintégrer la majorité communale,,. Le même jour, alors que le journal Le Soir titre « Le MR dans le rôle du cocu », le président de ce parti, Georges-Louis Bouchez, dénonce ceux qui ont obtenu « des postes et des salaires au détriment d'Ottignies Louvain-la-Neuve »,,. Lors du conseil communal du 4 février, à l'issue d'un débat électrique, la majorité vote contre la motion de défiance par 21 voix contre 9, après quoi le groupe d'opposition OLLN 2.0-MR annonce qu'il déposera un recours auprès du ministre des Pouvoirs locaux Christophe Collignon.
En 2024, Julie Chantry vise un nouveau mandat de bourgmestre lors des élections communales du 13 octobre : « L'idée est de poursuivre le travail mené pendant cette mandature. Elle n'a pas été facile et on peut même la qualifier de mandature de crises : le Covid à cause duquel tout s'est arrêté, les inondations de juillet 2021, la crise politique (NDLR : en janvier 2022, Avenir et PS ont voulu s'allier à OLLN 2.0-MR pour former une nouvelle majorité avant de rétropédaler), la guerre en Ukraine et la crise énergétique… Mais on a tout de même initié un tas de projets et j'ai envie de les concrétiser ».  Elle obtient le troisième score, avec 1529 voix de préférence, derrière le libéral Nicolas Van der Maren et le social-chrétien Cédric Du Monceau, qui obtiennent respectivement 2829 et 1990 voix.
Ecolo perd alors le maïorat au profit de la liste de cartel MR-Engagés emmenée par Nicolas Van der Maren : avec 48,4% des voix, cette liste remporte 17 des 31 sièges du conseil communal. La liste Ecolo, sur laquelle figure l'ancienne ministre wallonne de l'Environnement Céline Tellier, arrive en 2e position avec 29,1% des voix (soit 9 sièges).
Le 2 décembre 2024, elle cède la place de bourgmestre au libéral Nicolas Van der Maren, auquel elle promet une opposition vigoureuse : elle reproche vigoureusement à la nouvelle majorité de manquer de souffle mais, en réponse, Nicolas Van der Maren la remercie pour son investissement à la tête de la commune pendant six ans et lui offre un bouquet de fleurs, un geste apprécié par Julie Chantry et par le public présent,. Le 2 décembre 2024, elle redevient conseillère communale et, en tant que bourgmestre sortante, est la première à prêter serment dans les mains de son premier échevin, après quoi elle reçoit les prestations de serment des nouveaux conseillers communaux.

## Initiatives

### Agriculture locale
Julie Chantry est l'initiatrice du GAC d'Ottignies (groupe d'achats communs), un projet qui réunit de nombreuses familles autour de l'agriculture locale,.
Comme il a été dit plus haut, elle est membre du Comité de pilotage local du potager communautaire au quartier du Buston,.

### Campagne de propreté «J'M LLN propre»
En 2017, la Ville d'Ottignies-Louvain-la-Neuve et l'Université catholique de Louvain lancent une campagne commune « J'M LLN propre » pour rappeler que la propreté est l'affaire de tous,. L'échevine de l'environnement, Julie Chantry, lance alors le « slogo », un subtil jeu de mots qui allie slogan et logo pour une campagne commune : « LLN propre ? Yes we can ! ». La campagne s'appuie sur des affiches et sur un concours vidéo, qui est remporté par un élève du Lycée Martin V.